# Peter Gummer, Baron Chadlington
Peter Selwyn Gummer, Baron Chadlington (* 24. August 1942) ist ein britischer Geschäftsmann, Politiker und Life Peer. 

## Leben und Karriere
Gummer wurde am 24. August 1942 geboren als Sohn von Selwyn Gummer, einem Geistlichen der Church of England, und dessen Frau Margaret geboren. Gummer hat zwei Brüder, John Gummer, Baron Deben, ehemaliger Vorsitzender der Conservative Party, und Mark Selwyn Gummer. Er studierte am Selwyn College (Cambridge) Humanwissenschaften und Theologie mit dem Ziel, Priester zu werden Nachdem er philosophische Werke u. a. von Albert Camus gelesen hatte, änderte er sein Ziel. Er machte seinen Abschluss als Master of Arts und wurde Journalist.

## Karriere
Während seiner journalistischen Arbeit in einer Wirtschaftsredaktion stellte er fest, dass die Arbeit in der Industrie reizvoller sei, als der Journalismus, und er wechselte seine Tätigkeit. Nach einer mehrjährigen Tätigkeit in verschiedenen Unternehmen gründete er 1974 die PR-Firma Shandwick, deren Geschäftsführer er wurde.
Binnen sieben Jahren wurde Shandwick das größte PR-Unternehmen im Vereinigten Königreich und wurde 1984 in eine Aktiengesellschaft umgewandelt. 1984 wurde das Unternehmen an Interpublic Group of Companies verkauft und gehört nun zur Huntsworth Gruppe.
Er war zunächst Aufsichtsratsvorsitzender von Huntsworth und sollte nach dem Rücktritt des Vorstandsvorsitzenden Richard Nichols dessen Nachfolger werden. Gummer legte sein Amt am 12. Mai 2005 nieder und nahm den Posten im Vorstand nicht an.
Außer seiner Tätigkeit im PR-Bereich war er Verwaltungsratsmitglied bei Britax, Direktor bei der Bank Halifax und Gastprofessor an der University of Gloucestershire. Er wurde Mitglied beim Chartered Institute of Public Relations, dem Institute of Directors, dem Chartered Institute of Marketing und der Royal Society of Arts. Im September 1996 wurde Gummer Generaldirektor des Royal Opera House. Anlässlich eines Berichtes des Kultur-, Medien- und Sportausschusses des House of Commons, der das Management des Royal Opera House als Abgrund von Inkompetenz, desaströser Finanzplanung und Fehlentscheidungen beurteilte, legte Gummer im Dezember 1997 sein Amt nieder. Am 16. Oktober 1996 wurde er als Baron Chadlington, of Dean in the County of Oxfordshire, zum Life Peer erhoben und ist dadurch seither Mitglied des House of Lords.